# Fuka
 Fuka  falu Horvátországban Zágráb megyében. Közigazgatásilag Gradechez tartozik.

## Fekvése
Zágrábtól 45 km-re északkeletre, községközpontjától  5 km-re délkeletre,  a megye északkeleti részén fekszik.

## Története
A településnek 1857-ben 58, 1910-ben 150 lakosa volt. Trianonig Belovár-Kőrös vármegye Belovári járásához tartozott. 2001-ben 120 lakosa volt.

## Lakosság
| Lakosság változása | Lakosság változása | Lakosság változása | Lakosság változása | Lakosság változása | Lakosság változása | Lakosság változása | Lakosság változása | Lakosság változása | Lakosság változása | Lakosság változása | Lakosság változása | Lakosság változása | Lakosság változása | Lakosság változása |  |
| ------------------ | ------------------ | ------------------ | ------------------ | ------------------ | ------------------ | ------------------ | ------------------ | ------------------ | ------------------ | ------------------ | ------------------ | ------------------ | ------------------ | ------------------ |  |
| 1857               | 1869               | 1880               | 1890               | 1900               | 1910               | 1921               | 1931               | 1948               | 1953               | 1961               | 1971               | 1981               | 1991               | 2001               |  |
| 58                 | 74                 | 87                 | 101                | 129                | 150                | 150                | 176                | 178                | 173                | 199                | 172                | 126                | 108                | 120                |  |

## Nevezetességei
- A Szent Kereszt tiszteletére szentelt kápolnája.
- A falutól északra fekszik a Fukai-tó a környezetébe szépen illeszkedő mesterséges tó. Rekreációs és sport célokat egyaránt szolgál.